# 陸綸
陸綸（1510年—1583年），字理之，號南洋，浙江湖州府歸安縣人，民籍，明朝政治人物。

## 生平
浙江鄉試第九名舉人。嘉靖二十九年（1550年）中式庚戌科會試第八十四名，二甲第十三名進士。除南京刑部云南司主事，遷四川司郎中，六載遷雲南府知府，升雲南副使、右参政，隆慶三年（1569年）九月升四川按察使，四年晋右布政使。隆慶五年正月考察，以年老致仕。萬曆十一年卒，享年七十四。

## 家族
曾祖陸坦；祖父陸肇；父陸瑞，母卞氏。